# Narcissus scaberulus
 Narcissus scaberulus  ist eine Pflanzenart aus der Familie der Amaryllisgewächse (Amaryllidaceae). Sie zählt zu den kleinsten Narzissenarten (Narcissus) und wird von dem Botaniker John W. Blanchard in die Sektion Apodanthae gestellt.

## Erscheinungsbild
Narcissus scaberulus wächst als ausdauernde krautige Pflanze und erreicht eine Wuchshöhe von 5 bis 20 Zentimeter. Es werden bis zu fünf Blüten je doldigen Blütenstand ausgebildet. Die kräftig gelben Blüten sind lediglich 18 Millimeter lang. Die Nebenkrone ist nur fünf Millimeter hoch und sieben Millimeter breit. Die Blätter der Pflanze sind zwei Millimeter breit und haben raue Ränder, was sich im botanischen Artnamen widerspiegelt (lat. scaberulus = rau). An den natürlichen Standorten beginnt die Blüte bereits im Februar.

## Verbreitung
Narcissus scaberulus hat ein sehr kleines Verbreitungsgebiet. Sie wächst im Bereich des Flusses Montege in Portugal. Sie kommt dort vor allem auf Granitböden vor, die während ihrer Wachstumsperiode sehr feucht sind. Im Sommer trocknen diese Böden dagegen vollständig aus.